# Мпанда (комуна)
03°012′ пд. ш. 29°024′ сх. д. / 3.200° пд. ш. 29.400° сх. д.
Мпанда — одна з комун провінції Бубанза, на північному заході Бурунді. Центр — однойменне містечко Мпанда. Тут розташовано 11 колін.